# Пегий певун
Пе́гий певу́н, или пегая американская славка (лат. Mniotilta varia), — вид певчих птиц семейства древесницевых. Единственный представитель рода Mniotilta. Подвидов не выделяют.

## Описание
Пегий певун достигает длины 11—13 см и массы от 8 до 15 г; размах крыльев варьирует от 18 до 22 см. Оперение верхней части тела чёрно-белого цвета, нижняя часть тела белая с чёрными полосами на груди и по бокам. 

## Распространение
Области гнездования расположены в смешанных лесах на востоке и севере Северной Америки, от Южной Канады до Флориды. Зимой птицы мигрируют в Центральную и Южную Америку. Залётный вид в Западной Европе (Ирландия и Великобритания).

## Питание
Питается преимущественно насекомыми и паукообразными, которых находит на коре деревьев.

## Размножение
В чашеобразное гнездо, расположенное в растительности на земле, самка кладёт от 4-х до 5-и яиц.